# USS Northampton (CLC-1)
El USS Northampton (CLC-1) de la Armada de los Estados Unidos fue un crucero de mando originalmente concebido como crucero pesado de la clase Oregon City. Fue puesto en gradas en 1944, botado en 1951 y comisionado en 1953. Fue de baja en 1970. Su nombre honraba a la ciudad de Northampton, Massachusetts.

## Construcción
Construido por Bethlehem Steel (Quincy, Massachusetts), fue puesto en gradas el 31 de agosto de 1944 como crucero pesado de la clase Oregon City y la construcción fue suspendida de 1945 a 1948. Fue botado en 1951 (el 27 de enero) como CLC-1 y finalmente comisionado el 7 de marzo de 1953.

## Historia de servicio

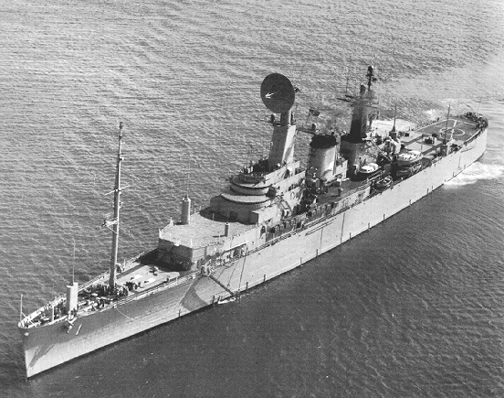
USS Northampton

Modificado como barco de mando, el crucero USS Northampton fue barco insignia de Commander, Amphibious Force, Atlantic Fleet; Commander 6th Fleet; y Commander, Strike Force, Atlantic. Embarcó a los presidentes Kennedy y Johnson. Fue redesignado CC-1 en 1961. Fue de baja en 1970.